# Institution Saint-Michel
Die Institution Saint Michel ist eine katholische Sekundarschule mit Collège, Lycée und Internat in der französischen Gemeinde Solesmes im Département Nord in der Region Hauts-de-France.

## Geschichte
Die Institution Saint Michel wurde 1924 vom Erzbistum Cambrai gegründet und wird nun von der Académie de Lille getragen, die dem französischen Ministerium für nationale Bildung, Hochschulbildung und Forschung untersteht. Seit 2019 werden in Neorenaissance-Gebäuden rund tausend Studenten aus fast hundert Gemeinden in einem Umkreis von zwanzig Kilometern unterrichtet.
Auch heute noch spielt die Kirche im Leitbild der Schule eine zentrale Rolle. Die Schüler sollen lernen, sich in den Dienst der Menschen zu stellen und jeden einzuladen, christliche Werte zu leben.

## Schulpartnerschaften
Die Institution Saint-Michel unterhält seit langem Austausch Partnerschaften mit Bildungszentren aus der ganzen westlichen Welt, darunter mit:
- Vereinigte Staaten: Patrick-Henry-High-School in San Diego, Kalifornien.
- Vereinigte Staaten: Hampshire Regional High School in Westhampton, Massachusetts.
- Vereinigtes Königreich: Grammar School at Leeds (GSAL).
- Deutschland: Goethe-Gymnasium in Düsseldorf.
- Polen: Zweite Gymnasium von Mikołaj Kopernik in Cieszyn.[12][13]